# Rejon archarinski
Rejon archarinski (ros. Архаринский район) – rejon we wschodniej Rosji, w obwodzie amurskim. Stanowi jeden z 20 rejonów obwodu. Siedzibą administracyjną jest osiedle typu miejskiego Archara.
Na terenie rejonu znajduje się Rezerwat Chingański.

## Podział administracyjny
Wsie:
- Antonowka
- Arkadyjewka
- Boguchan
- Bon
- Czernigowka
- Czernoberiozowka
- Domikan
- Domikan
- Gribowka
- Gulikowka
- Innokentijewka
- Kamienka
- Kamenny Karijer
- Kasatkino
- Kazachy
- Kazanowka
- Krasnaja Gorka
- Krasnyj Istok
- Krasnyj Luch
- Kulustaj
- Kundur
- Leninskoje
- Lewy Bereg
- Michajłowka
- Mogiłjowka
- Nowodomikan
- Nowopokrowka
- Nowosergiejewka
- Nowospassk
- Orłowka
- Otważnoje
- Petropawłowka
- Rachi
- Sagibowo
- Sewernoje
- Swobodnoje
- Tatakan
- Uril
- Wolnoje
- Jadrino
- Jerachta
- Jesaulowka
- Zarecznoje
- Żurawli
- Żurawlijowka

## Demografia
W 2010 roku obwód zamieszkany był przez 17 186 mieszkańców.
Struktura płci w 2010 roku:
| Płeć      | Liczba ludności | %    |
| Mężczyźni | 8 263           | 48,1 |
| Kobiety   | 8 923           | 51,9 |
| Razem     | 17 186          | 100  |